# Motu (Tonga)
Motu es un distrito de la división administrativa de Vava'u, en Tonga. Su capital es Hunga. Limita al Norte con Hihifo, al Este con Pangaimotu y al Sur y Oeste con el Océano Pacífico. Tiene una población de 659 habitantes en 2021. 